# Armando Favi
Armando Favi (6 luglio 1903 – ...) è stato un allenatore di calcio e calciatore italiano, di ruolo portiere.

## Carriera
Ha difeso la porta del Napoli in 5 partite del campionato di Divisione Nazionale 1926-1927, che fu la prima stagione nella storia del club partenopeo, ed in altre 5 partite del campionato di Divisione Nazionale 1928-1929.
Nei primi anni '30 fu alla guida del Giugliano in due occasioni: la prima nel 1929-1930, ma rimarrà sulla panchina giuglianese solo per alcune gare.
Torna nel 1934 guida il club nel campionato di Terza Divisione Regionale. Con il Giugliano si aggiudica il girone e passa alla fase finale. Dopo 10 giornate di gare, la classifica vede appaiate in testa con 16 punti il Napoli C e il Giugliano, così per decretare la squadra vincitrice si deve ricorre ad uno spareggio che sarà ad appannaggio del Napoli C (4-0), ma sarà il Giugliano ad essere promosso in quanto il Napoli C era fuori classifica. La stagione seguente viene sostituito dal magiaro Jenő Dietrich.